# Ганна Юнгберг
Ганна Юнгберг (швед. Hanna Ljungberg, нар. 8 січня 1979) — колишня шведська футболістка, яка грала на позиції нападниці клубу «Умео» та національної збірної Швеції.

## Клубна кар'єра
Ганна Юнгберг народилась та виросла в районі Маріхем, де розпочинала кар'єру за місцеву команду «Маріхем СК».
В 1998 році стала виступати за головну команду свого міста — «СК Умео».
В дебютному сезоні Кубка УЄФА у 2001 році, команда Ганни Юнгберг одразу дійшла до фіналу новоствореного турніру. Шведська нападниця спочатку відзначилась дублями в домашньому та гостьовому матчах на стадії чвертьфіналу проти російського клубу «Рязань-ВДВ», а потім забила по голу і в обох півфінальних матчах проти «ГІК Гельсінкі». У фіналі того сезону «СК Умео» поступились німецькому «ФФК Франкфурт» з рахунком — 0:2.
Ганна Юнгберг була однією з небагатьох професійних гравців шведської жіночої ліги Дамаллсвенскан. У 2002 році вона забила рекордну кількість м'ячів — 39 (приблизно 1,78 гола за гру).
В сезоні 2002—2003 Юнгберг разом з «Умео» виграли Кубок УЄФА. Ганна стала кращою бомбардиркою того турніру, забивши десять м'ячів, включно з забитими голами в ворота «Фортуни» в фіналі.
В сезоні 2003—2004 «Умео» знову повторили свій успіх на міжнародній арені і виграли свій другий Кубок УЄФА поспіль.
Шведська нападниця шляхом стабільної високої реалізації в єврокубках впродовж всієї своєї кар'єри, довгий час входила в список з кращих бомбардирок за всю історію Ліги чемпіонів УЄФА.
Ганна Юнгберг 7 разів отримувала золоті медалі чемпіонату Швеції.
Загалом Юнгберг провела 227 матчів у складі «Умео» та забила 196 голів.

## Кар'єра в збірній
В 1996 році у віці 17 років Ганна Юнгберг дебютувала за збірну Швеції в матчі проти збірної Іспанії.

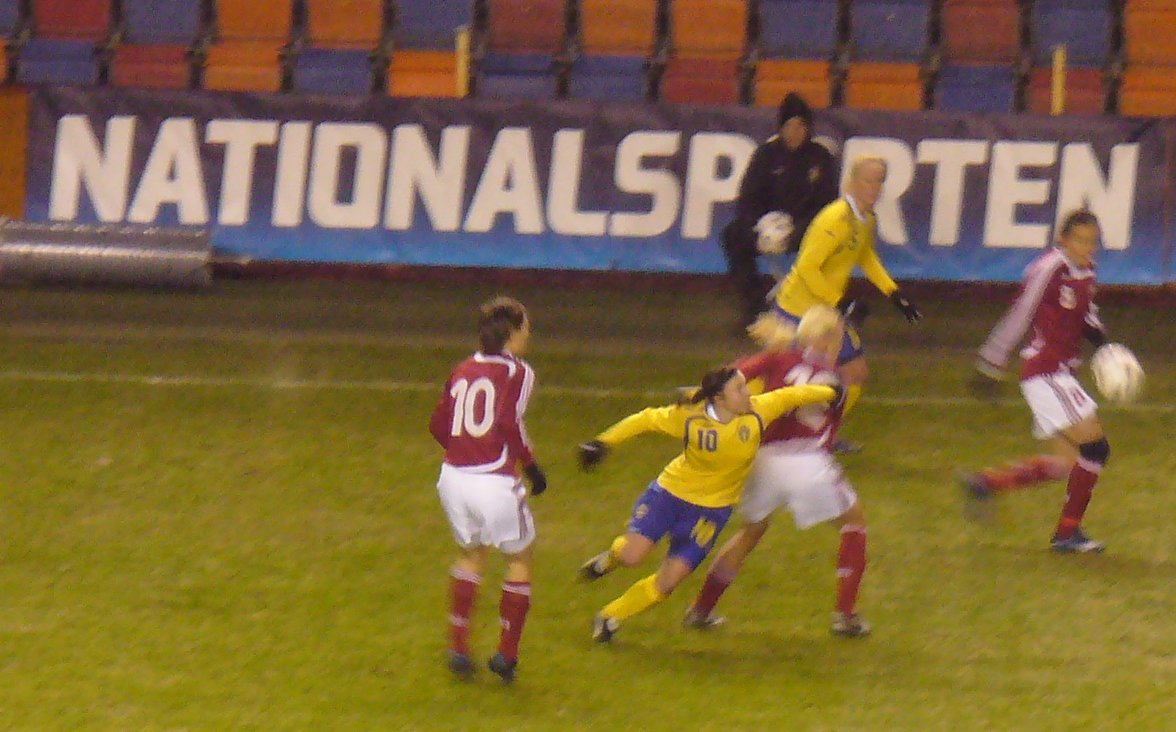
Ганна Юнберг під час скандинавського дербі

Юнгберг брала участь у «срібному» Євро-2001 та «срібному» чемпіонаті світу-2003. У фінальній грі мундіалю, що проходив в США, Юнгберг забила в ворота збірної Німеччини, але її команда поступилась в тій грі з рахунком — 1:2.
5 березня 2008 року Юнгберг увійшла в історію як гравчиня, яка забила найбільшу кількість голів за жіночу збірну Швеції. Цей рекорд з часом перевершила Лотта Шелін лише у 2014 році.
Усього за збірну Ханна Юнгберг провела 130 матчів, забивши в них 72 голи.

## Цікаві факти
Завдяки голу в фіналі на чемпіонаті світу 2003 року, Ганна разом з Агне Сімонссоном та Нільсом Лідхольмом є єдиними шведами, які забивали голи в фіналах чемпіонатів світу.
Італійський чоловічий футбольний клуб «Перуджа» розглядав можливість контракту з Юнгберг, щоб заявити її до свого складу в Серії А.
17 травня 2007 року Юнгберг дебютувала за «Умео» як воротар. В кубковій грі проти «АІК» на 70-й хвилині гри основна воротарка команди Карола Сьоберг отримала травму і замість неї до кінця матчу ворота захищала Ганна Юнгберг.
У 100-річчя шведської футбольної асоціації, у Швеції з'явились серія марок на згадку про видатних шведських футболістів, включно з зображенням Юнгберг.
Ганна не є родичем знаменитого шведського футболіста Фредріка Юнгберга.
У 2012 році Ганна закінчила Університет Умео та отримала диплом фізіотерапевта.
Ганна Юнгберг брала участь у документальному серіалі «Інший спорт» на Sveriges Television у 2013 році.

## Досягнення

### Командні
Кубок УЄФА:
- Переможниця (2): 2003, 2004

Дамаллсвенскан:
- Чемпіон (7): 2000, 2001, 2002, 2005, 2006, 2007, 2008.

Кубок Швеції:
- Володарка (4): 2001, 2002, 2003, 2007

Суперубок Швеції:
- Володарка (2): 2007, 2008

### Збірна
- Чемпіонат світу :
  -  Срібло (1): 2003
- Чемпіонат Європи :
  -  Срібло (1): 2001